# ○○の父一覧 ま行
○○の父一覧 ま行（まるまるのちちいちらん まぎょう）は、ウィキペディア日本語版の記事「○○の父一覧」に存在する「〇〇の父」と比喩的に呼ばれている人物の内、ま行に分類される人物の一覧である。

## ま
- ジョージ・パーキンス・マーシュ（英語版） - father of environmental movement（環境運動の父）、自然保全運動の父[1][2]
- クレイボーン・ウォーカー・マーチャート - Father of Abilene（アビリーンの父）[3]
- オットー・マイヤー - ドイツ行政法学の父[4][5]
- シド・マイヤー - シミュレーションゲームの父[6][7]
- 前島密（まえじま・ひそか） - 日本近代郵便の父、郵便制度の父[8][9]
- 前田駒次（まえだ・こまじ） - 北見開拓の父[10][11]
- 前部重厚（まえべ・じゅうこう） - 奈良公園の父[12]
- カール・ヨハン・マキシモヴィッチ - 東亜植物の父[13][14]
- マルコム・マクラーレン - パンクの父[15][16]
- 牧野省三（まきの・しょうぞう） - 日本映画の父、時代劇の父[17][18]
- 牧野富太郎（まきの・とみたろう） - 日本植物学の父[19][20]
- 政岡憲三（まさおか・けんぞう） - 日本のアニメの父[21]
- 正岡子規（まさおか・しき） - 近代俳句の父[22][23]
- 正村竹一（まさむら・たけいち） - パチンコの父[24]
- トマーシュ・マサリク - チェコスロヴァキア建国の父[25][26][27]
- 益田善雄（ますだ・よしお） - 波力発電の父[28][29]
- 町田久成（まちだ・ひさなり） - 博物館の父[30][31]
- 町田房蔵（まちだ・ふさぞう） - アイスクリームの父[32][33]
- 松居直（まつい・ただし） - 絵本の父、日本の絵本の父[34][35][36]
- ジョン・マッカーシー - 人工知能の父、Lispの父[37][38][39]
- 松木幹一郎（まつき・かんいちろう） - 台湾電力の父[40][41][42]
- ハルフォード・マッキンダー - 近代地政学の父[43][44]
- ジュゼッペ・マッツィーニ - 建国の父、イタリア建国の父[45][46]
- 松原安太郎（まつばら・やすたろう） - ブラジル移民の父[47][48]
- 松本治一郎（まつもと・じいちろう） - 部落解放の父、解放の父[49][50]
- 松山金嶺（まつやま・きんれい） - 日本スリークッションの父[51]
- ジェームズ・マディソン - 憲法の父[52][53]
- 的川泰宣（まとがわ・やすのり） - 宇宙教育の父[54][55]
- 真鍋淑郎（まなべ・しゅくろう） - 温暖化研究の父、気候モデルの父[56][57]
- アルドゥス・マヌティウス - 商業出版の父、father of modern publishing（近代出版の父）[58][59]
- エドゥアール・マネ - 印象派の父[60][61]
- マハティール・モハメド - 近代マレーシア建国の父[62][63]
- マヒタラーティベートアドゥンラヤデートウィクロム＝プラボーロムラーチャチャノック太上王 - タイの医療の父[64][65]
- ウィリアム・マムラー - 偽心霊写真の父[66]
- カール・マルクス - 共産主義の父[67][68]
- グアルティエロ・マルケージ（英語版） - 現代イタリア料理の父、近代イタリア料理の父[69][70]
- グリエルモ・マルコーニ - 無線の父[71][72]
- エリス・マルサリス - ニューオーリンズの父[73][74]
- ホセ・マルティ - キューバ独立の父、キューバ建国の父[75][76][77]
- マルチェロ・マルピーギ - 組織学の父[78][79]
- ホーレス・マン - アメリカ公教育の父、公教育の父、アメリカ公立学校の父[80][81]
- パトリック・マンソン - 熱帯医学の父、イギリス熱帯医学の父、寄生虫学の父[82][83][84][85]
- ロバート・マンデル - ユーロの父[86][87]
- ブノワ・マンデルブロ - フラクタルの父[88][89]

## み
- 三浦襄（みうら・じょう） - バリ島の父、バリの父[90][91]
- 三浦二郎（みうら・じろう） - 近代納豆の父[92][93]
- 三浦仙三郎（みうら・せんざぶろう） - 吟醸酒の父[94][95]
- ニルス・エリク・バンク＝ミケルセン - ノーマライゼーションの父[96][97]
- 三島海雲（みしま・かいうん） - カルピスの父[98]
- 水谷豊（みずたに・ゆたか） - 日本のコンタクトレンズの父[99]
- 水野豊造（みずの・ぶんぞう） - チューリップの父、富山のチューリップの父、砺波のチューリップの父[100][101][102][103]
- 水野龍（みずの・りょう） - 移民の父[104][105]
- 三田村甚三郎（みたむら・じんざぶろう） - 近代武生の父[106][107]
- 光田健輔（みつだ・けんすけ） - 救癩（きゅうらい）の父[108][109]
- ウィリアム・ミッチェル - アメリカ空軍の父[110]
- 南一郎平（みなみ・いちろべえ） - 日本三大疎水の父[111][112]
- 三橋喜久雄（みはし・きくお） - 日本体操の父、日本体育の父[113][114]
- 宮城新昌（みやぎ・しんしょう） - カキ養殖の父[115][116]
- 宮里定三（みやざと・ていぞう） - 沖縄観光の父[117][118]
- 宮本茂（みやもと・しげる） - 現代ビデオゲームの父、マリオの父[119][120][121][122][123]
- 宮良長包（みやら・ちょうほう） - 近代沖縄音楽の父、沖縄音楽界の父[124][125][126]
- ジョン・ミューア - 自然保護の父、国立公園の父[127][128]
- ヨハネス・ミュラー - 生理学の父[129][130]
- ヒューゴー・ミュンスターバーグ - 応用心理学の父[131][132]
- 三好甫（みよし・はじめ） - 日本のスパコンの父[133][134]
- ジョン・ミルン - 近代地震学の父、日本地震学の父[135][136][137]
- マービン・ミンスキー - 人工知能の父[138][139]

## む
- ランガスワーミ・ナタラージャ・ムダリアール - タミル語映画の父[140]
- 陸奥宗光（むつ・むねみつ） - 外交の父、日本外交の父[141][142]
- カルロ・ムニエル - マンドリンの父[143][144]
- 村井純（むらい・じゅん） - 日本のインターネットの父[145][146]
- 村田栄三（むらた・えいぞう） - 東北高校野球の父[147]
- 村田経芳（むらた・つねよし） - 国産小銃の父[148][149]
- 村橋久成（むらはし・ひさなり） - ビールの父、開拓使ビールの父[31][150]

## め
- アントニオ・メウッチ - Father of the Telephone（電話の父）、father of modern communications（近代通信の父）[151][152]
- ジョナス・メカス - インディペンデント映画の父、アメリカのインディペンデント映画の父[153][154]
- ハンス・メッツガー - ポルシェ911エンジンの父[155][156]
- ロタール・メッゲンドルファー（英語版） - 仕掛け絵本の父、father of the pop-up book（飛び出す絵本の父）[157][158]
- レオ・メラメド（英語版） - 先物取引の父、金融先物市場の父[159][160][161]
- マラン・メルセンヌ - 音響学の父[162][163]
- ドミトリ・メンデレーエフ - 周期表の父[164][165]

## も
- 毛利理惣治（もうり・りそうじ） - 石巻野球界の父[166]
- ルイス・ヘンリー・モーガン - アメリカ人類学の父[167][168]
- ロバート・モーグ - シンセサイザーの父[169]
- エドワード・S・モース - 日本の考古学の父、近代日本考古学の父[170][171]
- ヘンリー・モーズリー - 工作機械の父、旋盤の父[172][173][174][175]
- ウィリアム・T・G・モートン - 麻酔の父、近代麻酔の父[176][177]
- 持永只仁（もちなが・ただひさ） - 人形アニメーションの父、日本人形アニメーションの父[178][179]
- 本木昌造（もとぎ・しょうぞう） - 近代活版印刷の父[180][181][182]
- 元木昌彦（もとぎ・まさひこ） - ヘアヌードの父[183][184]
- スタニスワフ・モニューシュコ - ポーランド国民オペラの父[185][186]
- 百瀬晋六（ももせ・しんろく） - スバルの父[187][188]
- 森下雨村（もりした・うそん） - 探偵小説の父、日本探偵小説の父[189][190][191]
- ウィリアム・モリス - モダンデザインの父[192][193]
- ヘンリー・モリス - 創造科学の父[194][195]
- 森本彦三郎（もりもと・ひこさぶろう） - キノコ栽培の父[196][197]
- 森山登美男（もりやま・とみお） - フルーツパフェの父[198][199]
- ジョヴァンニ・バッティスタ・モルガーニ - 病理解剖学の父[200][201]
- エドモンド・モレル - 日本の鉄道の父[202][203]
- ガスパール・モンジュ - the father of differential geometry（微分幾何学の父）[204][205]
- ロバート・モンダヴィ - カリフォルニアワインの父[206][207]